# برونو شيكليتش
برونو شيكليتش (14 مارس 1983) لاعب كرة قدم كرواتي من دون عقد حاليا ويجيد اللعب في مركز قلب الدفاع.

## روابط خارجية
- برونو شيكليتش على موقع قاعدة بيانات كرة القدم.إي يو (الإنجليزية)